# UGC 10043
UGC 10043 ist eine Edge-On-Spiralgalaxie vom Hubble-Typ Sbc im Sternbild Schlange. Sie ist rund 101 Millionen Lichtjahre von der Milchstraße entfernt.